# Amiga (canción)
«Amiga» es el tercer sencillo de Denise Rosenthal, perteneciente al disco debut El blog de la Feña, banda sonora de la serie homónima. No encabezó ningún lugar en las listas musicales.

## Video musical
Al igual que los videos musicales anteriores «No quiero escuchar tu voz» y «Espérame», el video fue dirigido por Juan Pablo Sánchez, el cual aparece en una pieza de blanco y negro.